# Věštírna v Delfách

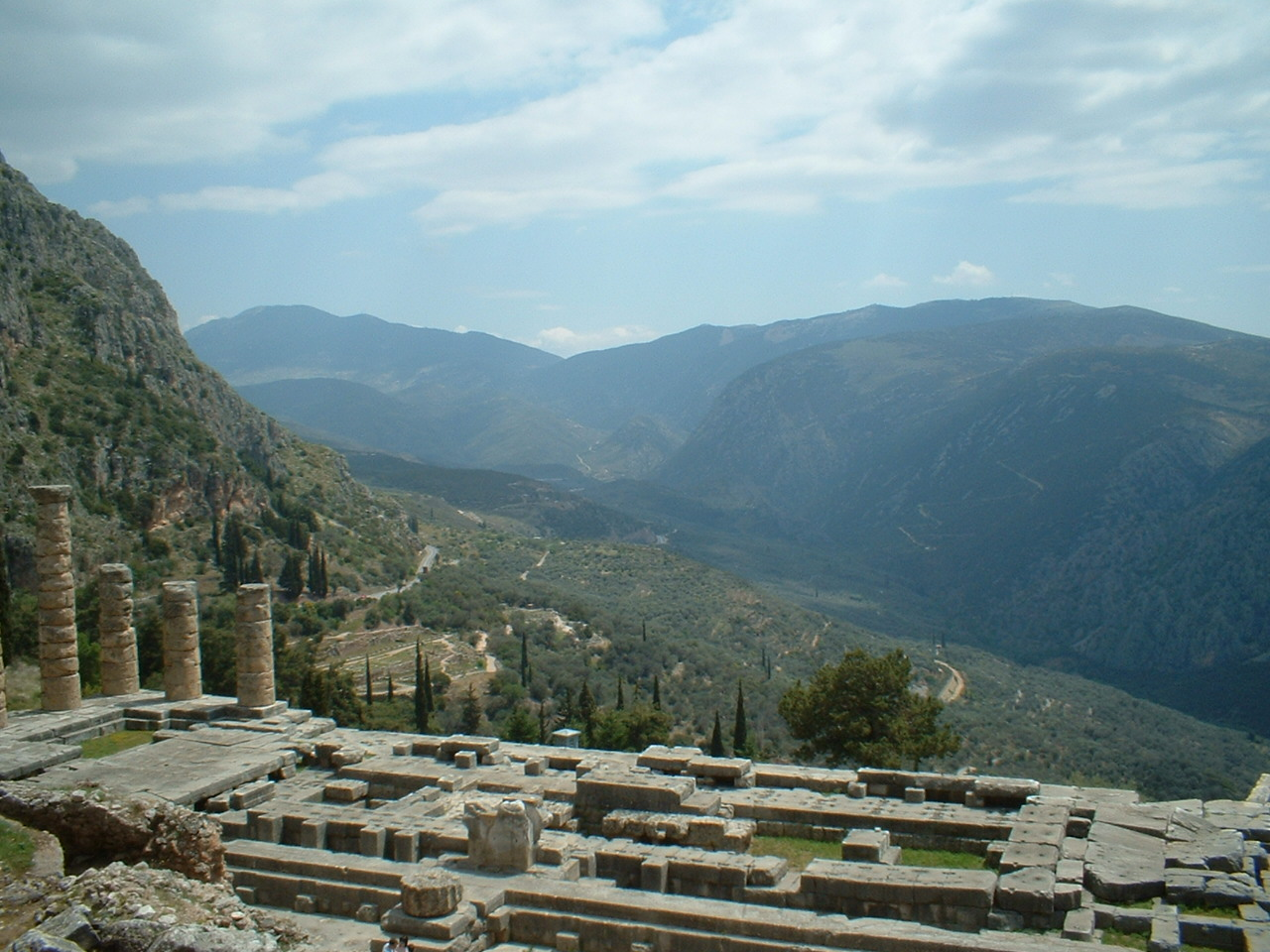
Zbytky Apollónova chrámu v Delfách

Věštírna v Delfách byla součástí posvátného okrsku Apollónova nad městem Delfy ve Fókidě, asi 150 km severozápadně od Athén. Byla to nejslavnější věštírna a posvátné místo starého Řecka, nad vchodem prý byl nápis Γνῶθι σαυτόν (Gnóthi seautón, „Poznej sám sebe“) a Μηδὲν ἄγαν (Medén ágan, „Nic příliš“). Věštírna leží na geologickém zlomu, což bylo určující i pro jiné chrámy.

## Bájná historie
Delfy leží na jižním úpatí Parnasu a vedle Apollóna se zde uctíval také Dionýsos a Athéna. Podle pověsti tu měla před Apollónem chrám a věštírnu bohyně země Gé (Gaia). Její svatyně byla střežena dračím bohem Pýthónem. Bůh slunce a světla Apollón, proměniv se v delfína, doplaval do Delf, zabil Pýthóna, svatyni si přivlastnil a stal se jejím patronem. Na oslavu tohoto činu založil Pýthické hry a zasvětil trojnožku, na které potom sedávala věštkyně Pýthia. K okrsku patřilo divadlo a stadion pro zhruba 7000 diváků.

## Význam věštírny
Žádný státník se neodvážil vydat do války nebo činit závažná rozhodnutí bez rady z Delf, což svatyni dávalo obrovský vliv. Největšího rozmachu dosáhla věštírna v 7.–6. století př. n. l., kdy zde byly i pokladnice bohatých měst, a to podél cesty, vedoucí k Apollonovu okrsku. Vliv věštírny ale už v klasickém období postupně slábl a její osud zpečetil zákaz uctívání pohanských kultů, který vydal císař Theodosius Veliký roku 395.

## Věštby

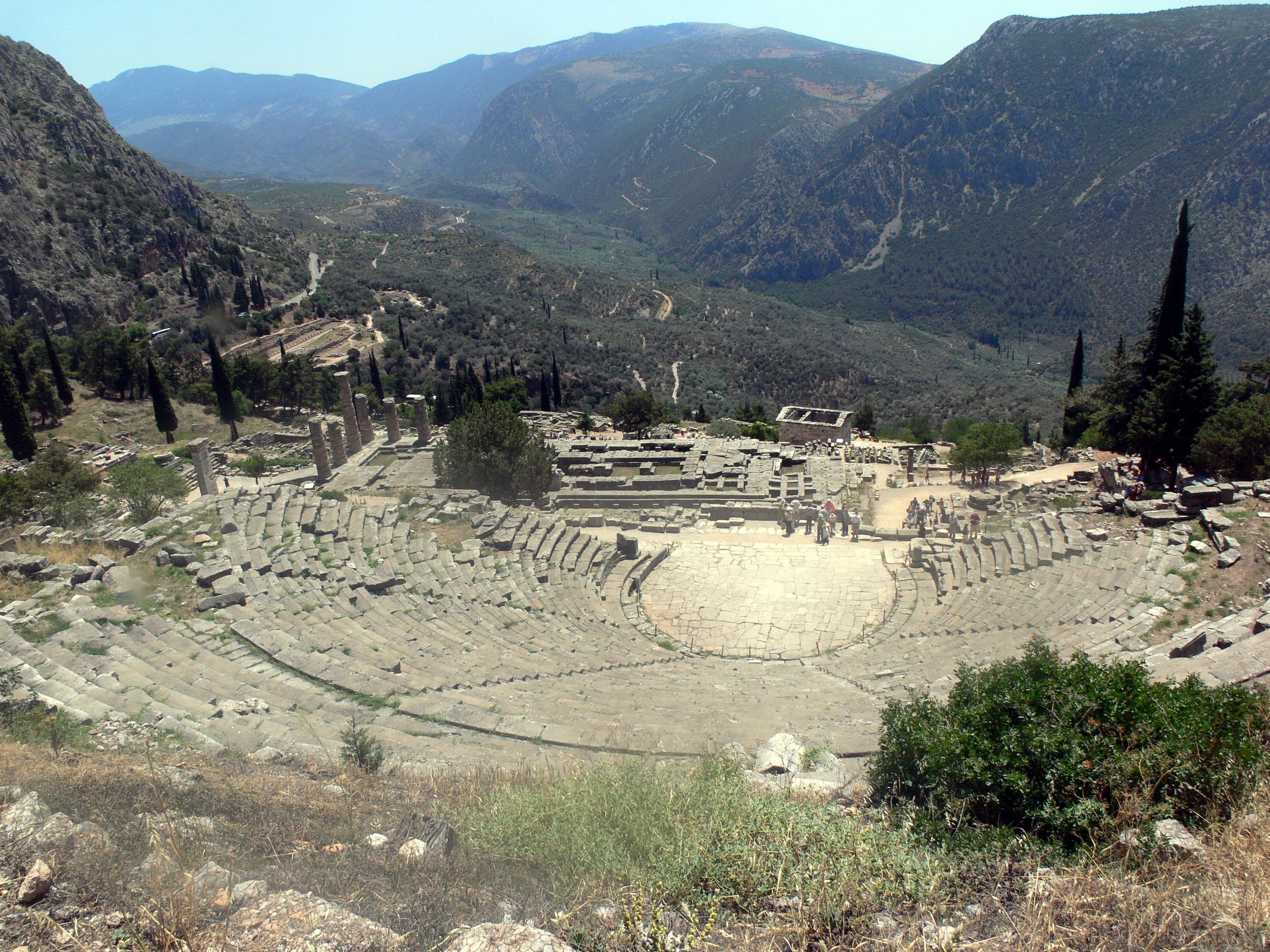
Antické divadlo v Delfách

V nepřístupné části chrámu bylo místo zvané Adyton, kde byl podle přesvědčení starých Řeků střed (omfalos – doslova „pupek“) Země. Zde, patrně za závěsem, věštila pýthie, takže ji prosebníci slyšeli, ale neviděli. Pýthie byly kněžky Apollónova chrámu, v době největšího rozkvětu věštírny bývaly dvě nebo tři, později opět jedna.
Před věštěním se musela vykoupat v kalském prameni, poté ji odvedli k dalšímu prameni, ze kterého se napila, aby se probudily její věštecké schopnosti. Po skončení všech přípravných procedur ji odvedli do Adytonu. Cestou k prameni, od pramene až do svatyně byla prý zahalena šátkem a šla v doprovodu kněží.[zdroj?] Při samotné věštbě seděla Pýthie na trojnožce a z trhliny v zemi prý vdechovala vycházející dým, podle jiných žvýkala vavřínové listy, čímž se dostávala do transu. Archeologický výzkum místa však žádnou trhlinu v zemi nenašel.
Za věštby se platilo formou darů. Některé významnější řecké městské státy si v posvátném delfském okrsku postavily tzv. pokladnice k uchování těchto darů a k odpočinku svých občanů. Nejlépe dochovanými pokladnicemi jsou například pokladnice Athén, Sifnu nebo Sikyonu. Podle archeologických nálezů byly mezi dary sochy, bohatě zdobená keramika, menší plastiky a předměty z drahých kovů, jako nádoby, ozdoby nebo trojnožky.

## Konkurenční věštírny
- Dodóna (nejstarší věštírna Řecka)
- Efyros (věštění duchů zemřelých)
- Amfireon v Oropě (blízko Athén, lázně, velice luxusní)
- Věštírna v Didyme (nejvlivnější věštírna Malé Asie blízko Milétu, vedla z něj cesta dlouhá přes 16 km, široká 7 m a byla lemována množstvím soch).[zdroj?]